# Willi Maertens
Willi Maertens (* 3. November 1915 in Magdeburg; † 19. Juni 2012) war ein deutscher Musikerzieher, Musikwissenschaftler und Dirigent.

## Leben
Maertens studierte seit 1936 Pädagogik an der Hochschule für Lehrerbildung in Frankfurt (Oder) und von 1937 bis 1941 in Berlin Musikerziehung, Englisch an der Staatlichen Hochschule für Musikerziehung und an der Universität Musikerziehung sowie Tonsatz und Dirigieren an der Hochschule für Musik. 1941 legte er die Staatsexamen für das Lehramt an Höheren Schulen, Fachrichtung Musikerziehung und Englisch, ab.
Von 1946 bis 1952 war er in Magdeburg Lehrer für Musik und Englisch an der Berthold-Otto-Schule sowie seit 1948 Kreisfachberater und Weiterbildungsleiter für Musikerziehung. 1951 bis 1979 arbeitete er am Institut für Musikerziehung der Martin-Luther-Universität Halle-Wittenberg als Lehrbeauftragter und seit 1964 als Universitätsmusiklehrer. Die Martin-Luther-Universität promovierte ihn 1975 mit einer Dissertation über Georg Philipp Telemanns Hamburger Kapitänsmusiken zum Dr. phil.
Maertens war Mitbegründer des 1961 gegründeten Arbeitskreises „Georg Philipp Telemann“ Magdeburg e. V. in Magdeburg, der seit 1962 die Magdeburger Telemann-Festtage veranstaltet.

## Auszeichnungen
Für seine „Verdienste […] zur wissenschaftlichen Auseinandersetzung sowie klingenden Verbreitung der Musik Georg Philipp Telemanns und als Mitinitiator einer institutionalisierten Magdeburger Telemannpflege und -forschung“ wurde Willi Maertens 1989 mit dem Georg-Philipp-Telemann-Preis der Landeshauptstadt Magdeburg ausgezeichnet.
1994 wurde ihm der Titel außerplanmäßiger Professor verliehen.
Die Patriotische Gesellschaft von 1765 in Hamburg zeichnete Maertens  1995 mit der Großen Silbernen Medaille aus.